# Poikilospermum
Poikilospermum es un género botánico con 41 especies de plantas de flores perteneciente a la familia Urticaceae.

## Especies seleccionadas
- Poikilospermum acuminatum
- Poikilospermum amboinense
- Poikilospermum amethystinum
- Poikilospermum amoenum
- Poikilospermum annamense